# Större synder

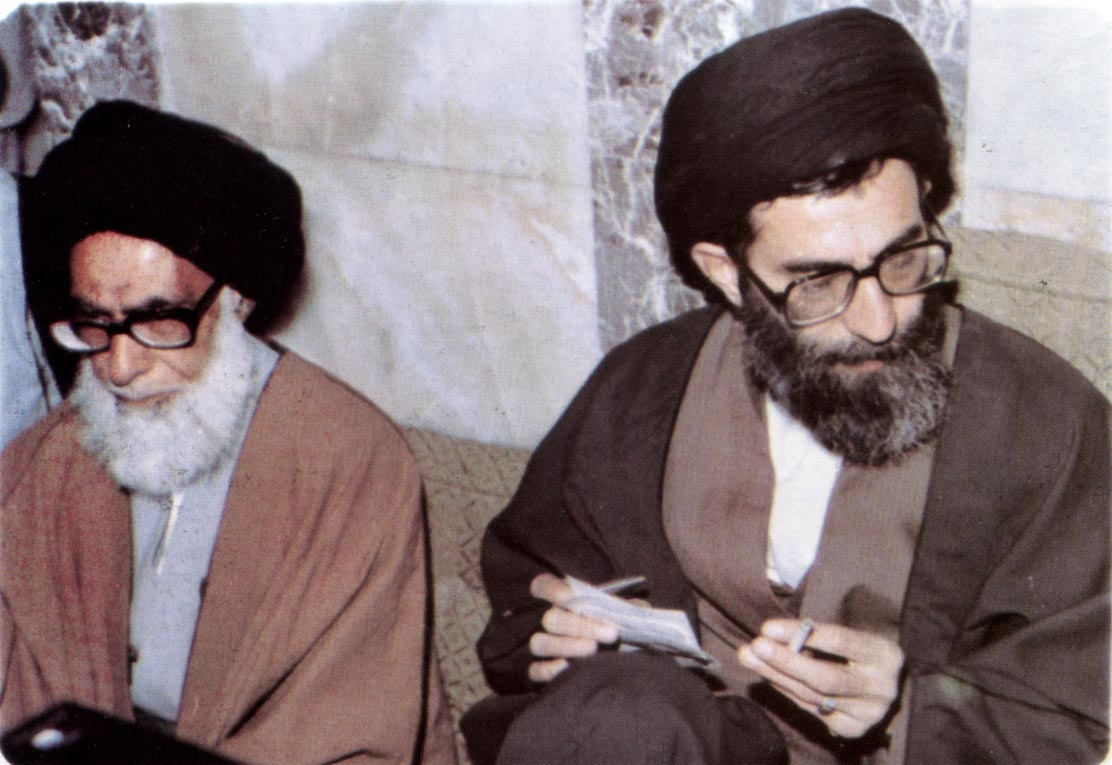
Ayatolla Dastghaib till vänster bredvid ayatolla Khamenei.

Större synder (persiska: گناهان کبیره, translit. Gonahan-e Kabireh) är en bok skriven av ayatolla Sayyid Abdul Husayn Dastghaib Shirazi. Bokens engelska översättning heter Greater Sins. I boken har ayatolla Dastghaib utförligt förklarat syndens fenomen, syndernas klassificering och nödvändigheten av att undvika dem. Han har också beskrivit 50 olika typer av större synder. Boken behandlar synder såsom polyteism, otukt, alkoholkonsumtion och hasardspel.